# Aklilu Lemma
Aklilu Lemma (1934 — 5 de Abril de 1997) foi um médico e cientista etíope, professor na Universidade de Addis-Abeba, que se distinguiu na investigação da prevenção da bilharziose, sendo distinguido em 1989 com o Prêmio Right Livelihood em conjunto com Legesse Wolde-Yohannes. A investigação centrou-se na utilização de um extracto de endod (Phytolacca dodecandra), uma planta tradicionalmente cultivada no centro e nordeste da África pelas suas características saponíferas, como moluscicida no combate aos caracóis de água doce que servem de vector aos parasitas que causam aquela doença.